# Conocalyx
Conocalyx là chi thực vật có hoa trong họ Acanthaceae.